# Karel Stibor (pilot)
Karel Stibor (1. prosince 1914 Měšetice – 3. září 1940 Saddlebow) byl český pilot 310. československé stíhací perutě RAF.

## Život

### Před druhou světovou válkou
Karel Stíbor se narodil 1. prosince 1914 v Měšeticích u Sedlece-Prčice v rodině hospodáře na statku. V Sedleci se vyučil zámečníkem. Stal se armádním stíhacím pilotem. V Praze absolvoval Školu pro odborný dorost letectva a poté pilotní školu v Prostějově. Po jejím absolvování byl v roce 1936 zařazen k Leteckému pluku 1 v Chebu.

### Druhá světová válka

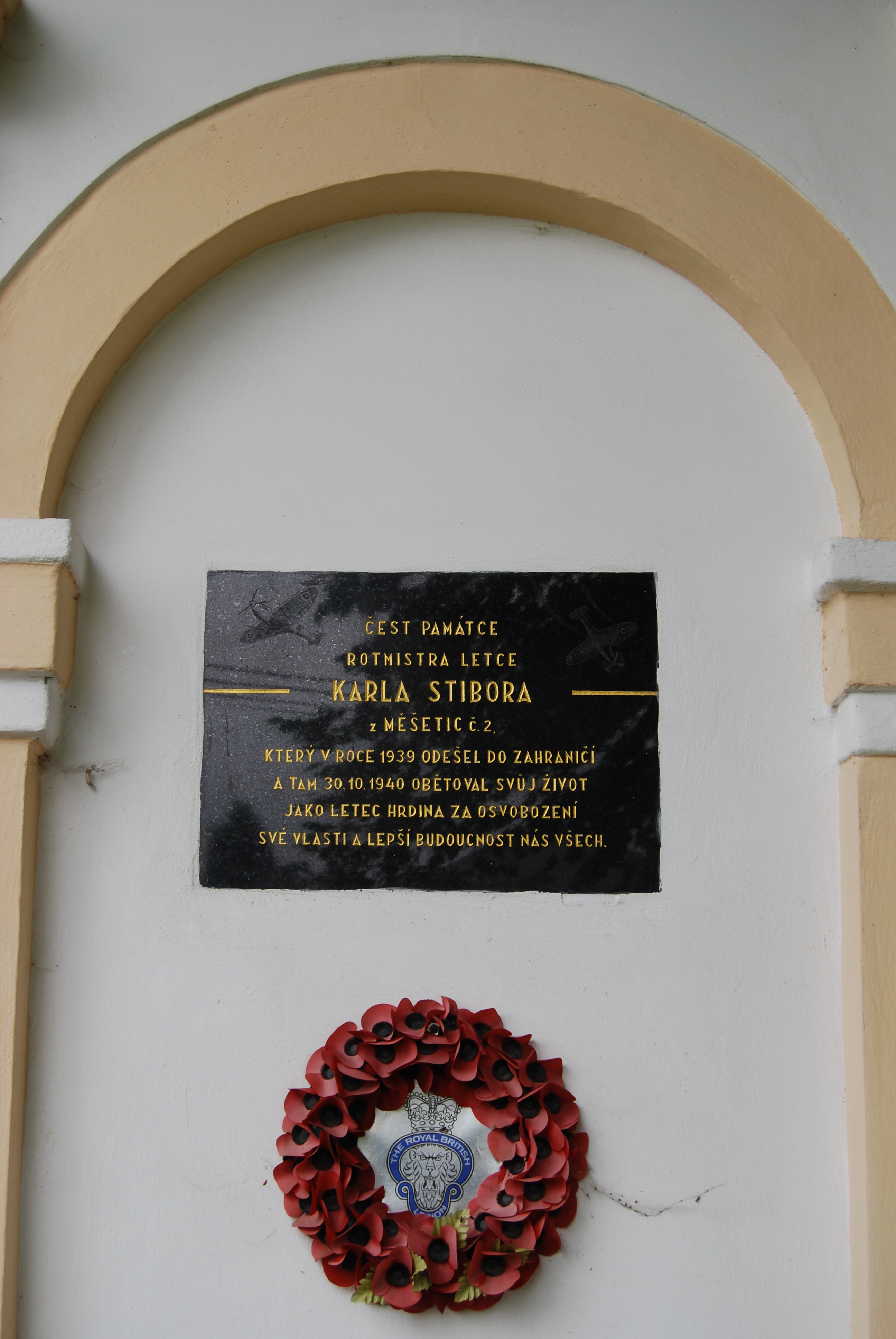
Pamětní deska Karla Stibora v Měšeticích

Po německé okupaci opustil Karel Stibor na přelomu let 1939 a 1940 v prostoru Bílých Karpat společně s Janem Plonerem a Jaroslavem Pavlišem Protektorát Čechy a Morava a přes Slovensko se dostali do Maďarska, kde byli zatčeni, uvězněni, poté deportováni zpět na slovenskou hranici, kde byli propuštěni. Na druhý pokus se jim podařilo Maďarskem projí do Jugoslávie a dále se dostat do Francie, kde se 24. ledna 1940 v Marseille Karel Stibor přihlásil do řad Československé armády v zahraničí. Po pádu Francie v červnu 1940 se evakuoval do Spojeného království. Zde byl přijat do Royal Air Force a zařazen do 310. československé stíhací perutě. Dne 3. září 1940 se jeho stroj Hawker Hurricane Mk.I L1833 během cvičného letu srazil u vesnice Saddlebow s letounem Fredericka Johna Howartha. Oba letci zahynuli. Pohřben byl na hřbitově u kostela svatého Matyáše v Sutton Bridge, kde se nacházela i letecká základna, ze které k osudnému letu odstartoval. Dosáhl hodnosti rotného.

## Posmrtná ocenění
- Karlu Stiborovi byl v roce 1946 in memoriam udělen Československý válečný kříž 1939
- Karlu Stiborovi byla v rodných Měšeticích na zdi kaple svatého Petra a Pavla odhalena pamětní deska
- Karel Stibor byl v roce 1991 in memoriam povýšen do hodnosti plukovníka